# 타티와나 존스

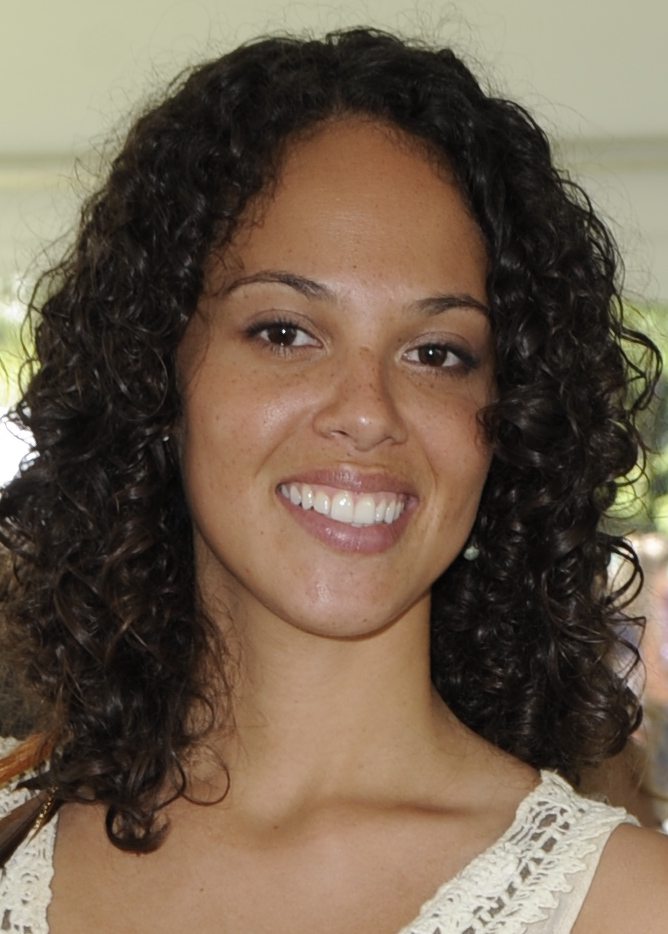

타티아나 존스(Tattiawna Jones)는 캐나다의 배우이다.

## 출연 작품

### 영화
- 드래그 (2018)

### 텔레비전
- 플래시포인트 (2009-12)
- 아이위트니스 (2016)